# Believe (песня Шер)
«Believe» — песня американской певицы и актрисы Шер, выпущена 19 октября 1998 года как лид-сингл с её двадцать третьего альбома с таким же названием. Песня написана Брайаном Хиггинсом, Стюартом МакЛенненом, Полом Барри, Стивеном Торчем, Мэтью Грэем и Тимоти Пауэллом и спродюсирована Марком Тэйлором и Брайаном Роулингом. На сегодняшний день это один из самых успешных синглов за всю историю музыки, с продажами более 11 млн копий в мире. Песня получила Грэмми в категории «Лучшая танцевальная запись» и была также номинирована на «Запись года». В результате голосования, Би-би-си назвал эту песню 8-й самой любимой в мире песней.
«Believe» — данс-поп песня с элементами техно-, евродэнс- и хаус-музыки. В песне также используется автотюн, который часто выделяют как главную особенность песни. Песня получила положительные оценки критиков, многие назвали песню «броской» и «лучшей записью Шер за многие годы». Песня возглавила чарты более 10-ти стран, став одним из самых успешных синглов за все время. С продажами более 1 млн копий, сингл был сертифицирован платиновым в США RIAA.
В музыкальном видео, снятом Найджелом Диком, Шер сначала выступает на сцене, а затем её показывают запертой в клетке, как сверхъестественное существо.

## О песне
Выпущенный сингл показывает совместную работу шести различных авторов, двух продюсеров и исполнительного продюсера Роба Дикинса, бывшего председателя Warner Bros., Марк Тэйлор назвал запись «Believe» довольно «странной». Первоначально песня была написана Брайаном Хиггинсом, Мэтью Грэем, Стюартом Макленненом и Тимом Пауэллом и распространялась на лейбле как демо в течение многих месяцев, никто не брал его. Марк Тэйлор сказал, что «все любили припев, но не остальную часть песни; Поскольку мы уже писали другие песни для Шер, Роб спросил нас, могли бы мы улучшить демо. Два наших автора, Стив Торч и Пол Барри, приняли участие и в конечном счете мы сделали версию песни, которой Роб и Шер остались довольны».
Как только демоверсия была закончена, Марк и Брайан начали работу над окончательной версией песни; Марк сказал, что «мы знали, что Роб хочет, чтобы Шер записала танцевальный трек. Мы постарались сделать так, чтобы песня и привлекла новых поклонников Шер, и не отдалила бы старых фанатов».
После того, как Тейлор и Роулинг применили эффект Auto-Tune на голос Шер, они были обеспокоены, что певица останется недовольной. Несмотря на их опасения, та воскликнула, услышав окончательный трек: «Это звучит великолепно!» Когда её лейбл попросил удалить этот эффект, она заявила: «Только через мой труп!» После успеха сингла эффект стал очень распространённым среди других артистов и в конечном счёте получил название «эффект Шер».

## Отзывы критиков
Billboard дал положительную оценку песне, заявив, что это «лучшая запись Шер за многие годы».

## Коммерческий успех
Песня, записанная и выпущенная в 1998 году, возглавила чарты 23 стран. 12 января 1999 песня попала в топ-40 Billboard Hot 100 и 2 марта поднялась на первую строчку хит-парада, таким образом Шер становилась самой взрослой певицей (ей было 52 в тот момент), сделавшей это. Шер также установила рекорд как сольный исполнитель с самым большим промежутком времени между двумя синглами № 1. Её предыдущий № 1 — «Dark Lady» — возглавил чарт в 1974 году. В 1999 году песня также стала песней года в чартах Биллборда — Billboard Hot 100 и Hot Dance Club Songs, став самым успешным синглом в её карьере.
В Великобритании «Believe» возглавляла чарт в течение 7 недель, став самым продаваемым синглом в Великобритании 1998 года. На июнь 2013 года песня до сих пор остаётся одним из самых продаваемых синглов за всё время в этой стране. На июнь 2013 года «Believe» продан в Великобритании тиражом 1 770 757 копий.
Песня была успешна не только в основных сингловых чартах, но и в танцевальных хит-парадах большинства стран. В США «Believe» провела 23 недели в чарте Hot Dance Club Songs, 5 из которых на первом месте. В Европе в чарте European Hot Dance Charts песня провела 22 недели. «Believe» также установила рекорд в чарте Hot Dance Singles Sales, где песня провела 21 неделю в 1999 году, песня находилась в топ-10 чарта даже через год после своего релиза.
В 2008 году австралийцы назвали эту песню под номером 10 в чарте VH1’s Top 10 Number One Pop Songs. Песня получила Грэмми в категории «Лучшая танцевальная запись» и была также номинирована на «Запись года».

## Музыкальное видео
Официальное видео на «Believe» было снято Найджелом Диком, оно изображает Шер в двух ролях: певица на сцене со светящимся головным убором, а также сверхъестественное существо в клетке, окружённое многими людьми, которым она даёт совет. Кроме того, видео показывает девушку в клубе, которая ищет своего бывшего парня, но понимает, что не может продолжать преследовать его, когда видит его с новой подружкой. Версия на DVD The Very Best of Cher: The Video Hits Collection слегка отличается от оригинальной несколькими новыми сценами в конце клипа. Существуют также две «сырых» версии видео, так как песня была выпущена в Европе ещё до того, как видео было закончено. Первое — монтаж из её последних клипов «One by One» и «Walking in Memphis», а второе — монтаж с клипа «One by One», но с небольшой сценой из оригинального клипа, где Шер на сцене поёт припев.
Были также сделаны три ремикс-версии клипа. Два из них были сделаны Dan-O-Rama в 1999 году. Оба отличаются от оригинальной концепции видео. Вместо того, чтобы показать значение текста песни, в видео в основном показаны Шер и сцены с танцующими людьми. Для этих видеоклипов использовались ремиксы Almighty Definitive Mix и Club 69 Phunk Club Mix. Третье ремикс-видео — Wayne G. Remix — было выпущено Warner Bros. и довольно схоже с Club 69 Phunk Club Mix.
Шер исполнила песню во время туров Do You Believe? Tour, The Farewell Tour и Cher at the Colosseum. В то время, как на большинстве ТВ-шоу она исполняла песню под фонограмму, на концертах во время турне она исполнила под фонограмму лишь куплеты, также как и на концерте VH1 Divas Live 2002. С 1999 года Шер исполняет песню на бис во всех своих концертах.

## Список композиций
| US CD single 1. «Believe» (album version) — 3:59 2. «Believe» (Xenomania Mix) — 4:20 US/Canadian maxi single 1. «Believe» (album version) — 3:59 2. «Believe» (Phat 'N' Phunky Club Mix) — 7:42 3. «Believe» (Club 69 Phunk Club Mix) — 8:44 4. «Believe» (Almighty Definitive Mix) — 7:36 5. «Believe» (Xenomania Mad Tim and the Mekon Club Mix) — 9:15 6. «Believe» (Club 69 Future Anthem Mix) — 9:20 7. «Believe» (Grips Heartbroken Mix) — 9:12 8. «Believe» (Club 69 Future Anthem Dub) — 7:33 9. «Believe» (Club 69 Phunk Dub) — 7:04 10. «Believe» (Phat 'N' Phunky 'After Luv' Dub) — 6:22 | European/UK CD single version 1 1. «Believe» (album version) — 4:01 2. «Believe» (Almighty Definitive Mix) — 7:38 3. «Believe» (Xenomania Mix) — 4:20 European/UK CD single version 2 1. «Believe» (album version) — 3:58 2. «Believe» (Grips Heartbroken Mix) — 9:12 3. «Believe» (Club 69 Future Mix) — 6:50 |

## Официальные версии
| - Main version (4:01) - Edit (3:45) - Radio mix (3:30) - Radio edit (3:58) - Video edit (3:55) - A cappella (2:43) - Almighty Definite Mix (7:35) - Almighty Essential Mix (8:03) - Almighty Definitive Radio Edit (4:46) - Almighty Definitive Video Remix Version (5:12) - Club 69 Anthem Mix = Club 69 Anthem Mix Edit (5:26) - Club 69 Future Anthem Mix (9:20) - Club 69 Future Anthem Radio Edit (4:31) - Club 69 Future Anthem Dub (7:35) - Club 69 Future Anthem Dub Edit (7:13) - Club 69 Future Dub (7:45) - Club 69 Future Mix (9:14) - Club 69 Future Mix (6:50) (Edit) - Club 69 Phunk Club Mix (8:43) - Club 69 Phunk Dub (7:04) - Club 69 Phunk Video Mix (4:54) - Equestrian Mix (4:37) - Extended album version — Roger’s Resumed Mix (5:40) - Grip’s Heartbroken Mix (9:12) - Grips Heaven Dub (6:50) - LTI Mad Max Mix = LTI Power Mix = Love To Infinity (7:01) - Phat 'N' Phunky After Luv Dub (6:22) - Phat 'N' Phunky After Luv Dub Edit (6:07) - Phat 'N' Phunky Club Mix = Phat 'N' Dolls Remix Edit(7:42) - Xenomania Mix (4:20) - Xenomania Mad Tim and the Mekon Club Mix (9:15) - Wayne G. Heaven Anthem Mix (9:48) |